# پهلوی مدیکال ژورنال
Pahlavi Medical Journal نام یکی از مطبوعات استان فارس در دوران پهلوی دوم است.
این نشریه از سال ۱۳۵۰ خورشیدی به وسیله دانشگاه پهلوی و به زبان انگلیسی در شیراز به چاپ رسیده است.